# Ioan Roșiu
Ioan Roșiu (n. 12 august 1885, Reșița – d. 10 octombrie 1962, Timișoara a fost un deputat în Marea Adunare Națională de la Alba Iulia, organismul legislativ reprezentativ al „tuturor românilor din Transilvania, Banat și Țara Ungurească”, cel care a adoptat hotărârea privind Unirea Transilvaniei cu România, la 1 decembrie 1918.

## Biografie
Odată cu intrarea României în război în anul 1916, Ioan Roșiu a fost pus sub pază politică de autoritățile austro-ungare. S-a născut la Reșița în 12 august 1885, unde urmează și cursurile școlii primare. Clasele liceale le promovează la gimnaziile din Timișoara, Lugoj și Beiuș, iar studiile universitare în Budapesta și Cluj-Napoca. Funcționează ca preot în Ghilad, unde în toamna anului 1918 se află în fruntea acțiunii sătenilor pentru instaurarea unei
conduceri românești în comună. 
Ioan Roșiu a fost profesor de limba română la Școala Pedagogică din Deva, apoi director al Liceului „C. D. Loga” din Timișoara.

## Activitatea politică
Ioan Roșiu a fost membru al Consiliului Național Român din Ghilad, precum și membru în Marele Sfat Național Român. Ca deputat în Marea Adunare Națională din 1 decembrie 1918, Ioan Roșiu s-a prezentat ca delegat titular al cercului electoral Ciacova.

## Operă
Publică lucrările Banatul de ieri și azi, Timișoara, 1920; Făclii aprinse, Timișoara, 1933; Ecouri de la granița de vest, Timișoara, 1940; În fața istoriei, Timișoara, 1942.